# Aulonemia bogotensis
Aulonemia bogotensis är en gräsart som beskrevs av L.G.Clark, Londoño och M.Kobay. Aulonemia bogotensis ingår i släktet Aulonemia och familjen gräs.
Artens utbredningsområde är Colombia. Inga underarter finns listade i Catalogue of Life.